# Just Breathe
"Just Breathe" is een nummer van de Amerikaanse rockband Pearl Jam en afkomstig van het negende studio album van de band: Backspacer uit 2009. Het nummer werd op 31 oktober 2009 als tweede single van het album uitgebracht, gezamenlijk met het nummer Got Some van hetzelfde album. Just Breathe behoort samen met The End tot de rustigste nummers op Backspacer.

## Achtergrond
Als een van de succesvolste rockbands aller tijden staat Pearl Jam vooral bekend om de albumverkopen en niet de verkoop van individuele singles.
Just Breathe is een van de succesvollere individuele singles in Nederland. De single was in week 49 van 2009 de 845e Megahit op 3FM en werd een radiohit. De single bereikte de 14e positie in zowel de publieke hitlijst Mega Top 50 op 3FM als de  Nederlandse Top 40 op Radio 538 en is daarmee de hoogste notering van Pearl Jam sinds Dissident uit 1994. In de Single Top 100 werd de 18e positie behaald.
In België bleef de single steken op de 4e positie in de "Ultratip" van de Vlaamse Ultratop 50. In de Vlaamse Radio 2 Top 30 en in Wallonië werd géén notering behaald.
In thuisland de VS kwam de single tot de 5e positie 5 in de Billboard Rock Charts en de 6e in de Billboard Alternative Charts, en is daarmee de sterkste tweede single van een album sinds Wishlist uit 1998.

## Tekst
Zanger Eddie Vedder, de schrijver van de tekst, zegt over het nummer: "Dichter bij een liefdesliedje zijn we nog nooit gekomen". Verder zei hij: “Er gebeurt altijd wel iets, elke dag. Misschien is daarom mijn doel wel een saai moment. Daar gaat het liedje over. Het zegt: “wees gewoon samen. Praat niet, haal alleen adem en voel elkaars aanwezigheid”. Het nummer heeft veel gelijkenis met het materiaal dat Eddie Vedder voor de bekroonde soundtrack van de film Into the Wild heeft geschreven en leent ook een melodie ervan.

## Accolades
In december 2009 vond de benefietactie Serious Request ('het Glazen Huis') van Radio 3FM in Groningen plaats. Op twee nummers na was Just Breathe het meest aangevraagde nummer en belandde daarom in de lijst Top Serious Request. In 2010 stond het nummer op plek 10. Beide keren was het succesvoller dan het nummer Black van Pearl Jam. In 2014 stond het nummer op plek 23.
Just Breathe stond in januari 2010 op nr. 14 van 3FM's Zeroes Request top 1000.
In de NPO Radio 2 Top 2000 kwam het in 2010 binnen op nr. 120. In 2015 was het nummer doorgestegen naar plek 39.

## Covers
- De Nederlandse zangeres Anneke van Giersbergen in 2010.
- De Amerikaanse zanger Willie Nelson in 2012; bij een live-optreden kreeg hij versterking van zoon Lukas.
- De band Redwood Club in 2018.

## Hitnoteringen

### NPO Radio 2 Top 2000
| Nummer met noteringen in de NPO Radio 2 Top 2000 | '10 | '11 | '12 | '13 | '14 | '15 | '16 | '17 | '18 | '19 | '20 | '21 | '22 | '23 | '24 |
| ------------------------------------------------ | --- | --- | --- | --- | --- | --- | --- | --- | --- | --- | --- | --- | --- | --- | --- |
| Just Breathe                                     | 120 | 114 | 94  | 69  | 46  | 39  | 34  | 30  | 35  | 33  | 32  | 32  | 34  | 36  | 43  |

1. ↑  Een vetgedrukt getal geeft de hoogste notering aan.
2. ↑  2010 was het eerste jaar met een notering voor dit nummer.